# ايدموند مويلي
ايدموند مويلي (بالفرنسية: Edmond Mouele)‏ (18 فبراير 1982 الغابون - ) هو لاعب كرة قدم غابوني، يلعب كمدافع، شارك في كأس الأمم الأفريقية 2012.

## روابط خارجية
- ايدموند مويلي على موقع الاتحاد الدولي (مؤرشف)  (الإنجليزية)
- ايدموند مويلي على موقع قاعدة بيانات كرة القدم.إي يو (الإنجليزية)
- ايدموند مويلي على موقع ناشيونال فوتبول تيمز (الإنجليزية)